# Anulohypha serpens
Anulohypha serpens är en svampart som beskrevs av Cif. 1962. Anulohypha serpens ingår i släktet Anulohypha, divisionen sporsäcksvampar och riket svampar.   Inga underarter finns listade i Catalogue of Life.